# The Carmichael Show
The Carmichael Show è una serie televisiva statunitense trasmessa dal 26 agosto 2015 sul canale NBC.
In Italia, la prima stagione della serie è stata interamente pubblicata il 2 novembre 2016 sul servizio streaming Infinity. La seconda e terza stagione sono state trasmesse dal 6 marzo 2017 al 28 febbraio 2018 sul canale Joi. La prima stagione in chiaro va in onda su Italia 2 dal 21 febbraio 2018.
Il 15 maggio 2016, NBC ha rinnovato la serie per una terza stagione composta da 13 episodi, in onda dal 31 maggio 2017. Il 30 giugno 2017, la serie viene cancellata dopo tre stagioni.

## Trama
La serie, ispirata alla vita reale dell'attore, racconta le avventure di Jerrod Carmichael e il rapporto con la sua famiglia molto invasiva.

## Personaggi e interpreti

### Principali
- Jerrod Carmichael (stagioni 1-3), interpreta sé stesso, doppiato da Simone Crisari
Protagonista della storia.
- Maxine North (stagioni 1-3), interpretata da Amber Stevens West, doppiata da Jolanda Granato
Fidanzata di Jerrod.
- Robert "Bobby" Carmichael (stagioni 1-3), interpretato da Lil Rel Howery, doppiato da Gianluca Crisafi
Fratello di Jerrod.
- Nekeisha Williams-Carmichael (stagioni 1-3), interpretata da Tiffany Haddish, doppiata da Emilia Costa
Moglie di Bobby.
- Cynthia Carmichael (stagioni 1-3), interpretata da Loretta Devine, doppiata da Antonella Giannini
Moglie di Joe e madre di Jerrod e Bobby.
- Joe Carmichael (stagioni 1-3), interpretato da David Alan Grier, doppiato da Stefano Mondini
Marito di Cynthia e padre di Jerrod e Bobby.

### Ricorrenti
- Jordan Chamberlain, interpretato da Kylen Davis, doppiato da Federico Campaiola
- Reverendo Carlson, interpretato da Isiah Witlock Jr., doppiato da Pierluigi Astore

## Episodi
| Stagione         | Episodi | Prima TV USA | Prima TV Italia |
| ---------------- | ------- | ------------ | --------------- |
| Prima stagione   | 6       | 2015         | 2016            |
| Seconda stagione | 13      | 2016         | 2017            |
| Terza stagione   | 13      | 2017         | 2018            |